# Peter Mamakos
Peter Mamakos, né le 14 décembre 1918 à Somerville (Massachusetts) et mort le 27 avril 2008 à Paso Robles en Californie, est un acteur américain de cinéma et de télévision.

## Biographie

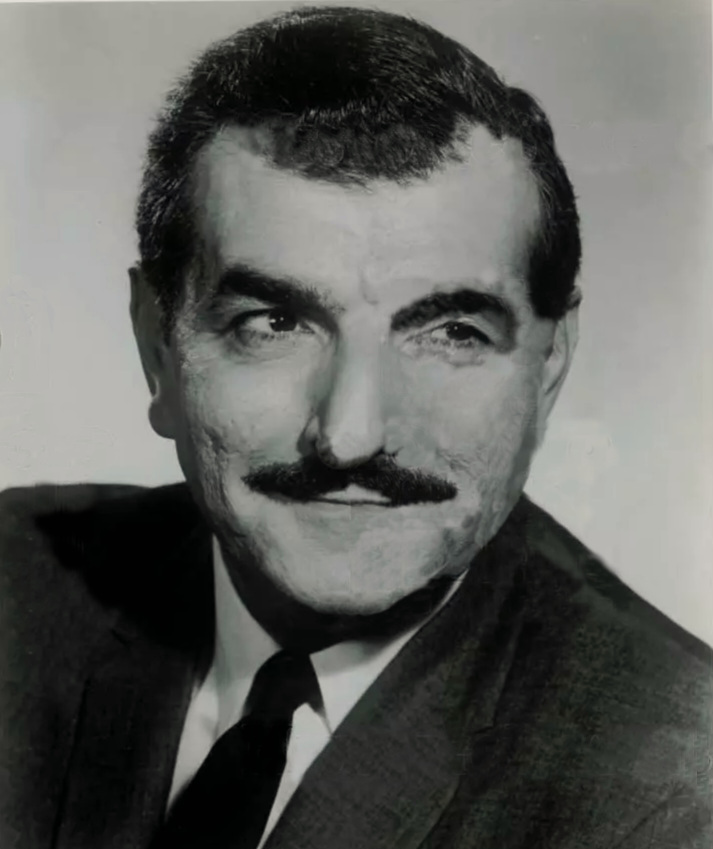
Peter Mamakos en 1970

La famille de Peter Mamakos a des origines grecques. Il naît au Massachusetts en 1918. Sa carrière s'étend entre 1949 et 1990 ; il a surtout joué des rôles de méchants étrangers. Il meurt le 27 avril 2008 à l'âge de 89 ans.

## Filmographie

### Cinéma
- 1949 : La Vengeance des Borgia (Bride of Vengeance)  : Ferrara's Crossbowman (non crédité)
- 1949 : Tuna Clipper  : Capt. Manuel Pereira
- 1949 : La Maison des étrangers (House of Strangers)  : Bank Guard (non crédité)
- 1949 : Trail of the Yukon  : Henchman Rand
- 1950 : Malaya  : Henchman (non crédité)
- 1950 : Cargo to Capetown  : Gomez (non crédité)
- 1950 : Tarzan et la Belle Esclave (Tarzan and the Slave Girl) de Lee Sholem : Lionian Henchman (non crédité)
- 1950 : South Sea Sinner  : Man at Table (non crédité)
- 1950 : De minuit à l'aube (Between Midnight and Dawn)  : 'Cootie' Adams
- 1950 : Kim  : Conspirator (non crédité)
- 1951 : Flame of Stamboul  : Pierre (non crédité)
- 1951 : Pier 23  : Nick Garrison
- 1951 : Sirocco  : Merchant Businessman (non crédité)
- 1951 : China Corsair  : Juan (bartender) (non crédité)
- 1951 : Silver Canyon  : Laughing Jack
- 1951 : Mask of the Avenger  : Sergeant (non crédité)
- 1951 : The Mark of the Renegade  : Pirate (non crédité)
- 1951 : Deux Nigauds chez les barbus (Comin' Round the Mountain) de Charles Lamont : Gangster in Night Club
- 1951 : Let's Go Navy!  : Chief Nuramo (non crédité)
- 1951 : The People Against O'Hara  : James Korvac (non crédité)
- 1952 : Harem Girl  : Sarab
- 1952 : Viva Zapata !  : Soldier (non crédité)
- 1952 : Tarzan's Savage Fury  : Pilot (non crédité)
- 1952 : Captain Pirate  : Coulevain's First Mate (non crédité)
- 1952 : Horizons West  : Lt. Salazar (non crédité)
- 1952 : Le Prisonnier de Zenda (The Prisoner of Zenda)  : De Gautet - Conspirator (non crédité)
- 1953 : La Cité sous la mer (City Beneath the Sea)  : Captaine Pedro Mendoza
- 1953 : The Bandits of Corsica  : Diegas
- 1953 : Fort Vengeance  : Broken Lance (non crédité)
- 1953 : The Glory Brigade  : Col. Kallicles (non crédité)
- 1953 : Forbidden  : Sam
- 1953 : El Alaméin  : Cpl. Singh Das
- 1953 : Private Eyes  : Chico
- 1954 : The Miami Story  : Gangster (non crédité)
- 1954 : Le Trésor du Capitaine Kidd  (Captain Kidd and the Slave Girl)  : Pirate (non crédité)
- 1954 : The Gambler from Natchez  : Etienne (non crédité)
- 1954 : The Adventures of Hajji Baba  : Chief Executioner (non crédité)
- 1955 : Pirates of Tripoli  : Keppa (non crédité)
- 1955 : The Prodigal  : Guard (non crédité)
- 1955 : A Bullet for Joey  : Ship Captain (non crédité)
- 1955 : I Cover the Underworld  : Charlie Green
- 1955 : The Marauders  : Ramos
- 1955 : La Danseuse et le Milliardaire (Ain't Misbehavin')  : Andy, Greek Fisherman
- 1955 : The Twinkle in God's Eye  : Cruishank (non crédité)
- 1955 : Desert Sands  : Pvt. Lucia Capella
- 1956 : Le Conquérant (The Conqueror)  : Bogurchi
- 1956 : Le tueur aux aguets (en) (When Gangland Strikes) de R. G. Springsteen : Mr. Thorndyke (non crédité)
- 1956 : Miracle in the Rain  : Headwaiter (non crédité)
- 1956 : The Searchers  : Jerem Futterman (non crédité)
- 1956 : Quincannon, Frontier Scout  : Blackfoot Sam
- 1956 : The Best Things in Life Are Free  : Henchman (non crédité)
- 1956 : Les Dix Commandements (The Ten Commandments)  : Chief Driver
- 1957 : Spook Chasers (en)  : Snap Sizzolo
- 1957 : My Gun Is Quick  : LaRoche - Smuggler Chief
- 1957 : Looking for Danger  : Hassan
- 1957 : The Crooked Circle  : Nick
- 1957 : Sabu and the Magic Ring (en)  : Mazufar
- 1958 : Fort Bowie  : Sgt Kukas
- 1958 : Merry Andrew  : Vittorio Gallini
- 1958 : The Man Who Died Twice  : Deli Counterman (non crédité)
- 1959 : The Rabbit Trap  : Truck Driver (non crédité)
- 1962 : Terror at Black Falls  : Juan Avila
- 1963 : The Virginian  : Walzchek  : Episode "The Final Hour"
- 1963 : Drums of Africa  : Chavera
- 1963 : Island of Love  : Nick
- 1964 : Taggart  : Cantina Owner (non crédité)
- 1965 : Ship of Fools  : Religious Man (non crédité)
- 1967 : Catalina Caper  : Borman
- 1968 : The Heart Is a Lonely Hunter  : Spirmonedes
- 1969 : Justine  : Kawwass (non crédité)
- 1969 : A Dream of Kings  : Falconis
- 1970 : Triangle  :
- 1971 : The Resurrection of Zachary Wheeler  : Premier Mabulla
- 1974 : For Pete's Sake  : Dominic
- 1977 : The Other Side of Midnight  : Cocyannis
- 1980 : The Man with Bogart's Face  : Spoony Singh

### Télévision
- 1957 : Zorro
  - Saison 1 de Zorro
- 1958 : Gunsmoke
- 1961 : Rawhide